# Gloria Charles
Gloria Charles (ur. 3 marca 1955, zm. 8 grudnia 2016) – amerykańska aktorka.

## Filmografia
- 1982: Piątek, trzynastego III jako Fox
- 1985: W krzywym zwierciadle: Europejskie wakacje jako stewardesa
- 1985: Miliony Brewstera jako Astrid
- 1992: Siostry jako pani Willis
- 2010: A Blind Man jako Janet